# 10609 Hirai
10609 Hirai este un asteroid din centura principală de asteroizi.

## Descriere
10609 Hirai este un asteroid din centura principală de asteroizi. A fost descoperit pe 28 noiembrie 1996 la Kuma Kogen de Akimasa Nakamura. El prezintă o orbită caracterizată de o semiaxă mare de 2,70 ua, o excentricitate de 0,20 și o înclinație de 10,5° în raport cu ecliptica.